# Сан Никола Арчела
Сан Нико̀ла Арчѐла (на италиански: San Nicola Arcella) е село и община в Южна Италия, провинция Козенца, регион Калабрия. Разположено е на 110 m надморска височина. Населението на общината е 1804 души (към 2010 г.).